# Benelli B-76
Le B-76 est un pistolet semi-automatique chambré en 9 × 19 mm Parabellum et conçu en 1977 par Benelli Armi.

## Historique
Le B-76 est mis sur le marché en 1977. Il s’agit du premier pistolet conçu par Benelli Armi à destination du marché militaire et de maintien de l’ordre : jusque là, l’entreprise n’avait produit des armes que pour le marché sportif.

## Description
Le B-76 est un pistolet semi-automatique à double action, chambré en 9 × 19 mm Parabellum avec des chargeurs de huit cartouches. Il comporte un canon de 108 mm et pèse 970 g à vide. Les organes de visée sont assez simples, seule la hausse étant réglable, et uniquement horizontalement, mais l’arme a néanmoins une bonne réputation de précision.
Son mécanisme est assez différent de celui-ci de ses contemporains, dont il se distingue par l’utilisation d’un bloc de culasse distinct de la glissière. Le bloc comporte un ergot s’emboîtant dans une encoche faite dans le corps de l’arme. Entre le bloc et la glissière, se trouve un petit levier, qui, lorsque la culasse est fermée, fait pression sur le bloc de sorte que l’ergot pénètre dans le logement. Lors du tir, les gaz engendrent une pression à la fois sur l’ergot, qui est bloqué dans son logement et verrouille la culasse, et sur le levier. Après un temps, celui-ci, qui offre moins de résistance, plie, ce qui permet au bloc de culasse de remonter, faisant sortir l’ergot de son logement. À ce moment, la balle a déjà quitté le canon et la pression dans la chambre suffisamment diminué pour que l’ouverture de la culasse puisse se faire sans danger pour l’utilisateur. Bien que paraissant complexe, ce système n’a pas d’impact sur la fiabilité de l’arme ou sa maintenance.